# Rajendra Prasad
Rajendra Prasad (Bihar, 3 de diciembre de 1884 - Patna, 28 de febrero de 1963) fue un político y abogado indio, el primer Presidente de India, perteneciente al Congreso Nacional Indio durante el movimiento de independencia de la India, el más importante líder de la región del Bihar. 
Apoyó a Mahatma Gandhi, y fue encarcelado por las autoridades británicas durante la Marcha de la sal de 1931 y nuevamente en el movimiento Quit India en 1942. Además, Presidente del Congreso Nacional Indio entre 1934 y 1935. Tras las elecciones de 1946, Prasad se desempeñó como ministro de comida y agricultura del gobierno central. 
Al conseguirse la independencia en 1947, Prasad fue elegido Presidente la Asamblea Constituyente de la India, que tenía como misión la redacción de la Constitución, como tal legisló en el parlamento interino.
Cuando India se convirtió en una república, fue designado presidente por la Asamblea Constituyente. En las elecciones de 1951, fue elegido presidente por el colegio electoral del primer parlamento indio y las legislaturas estatales. En 1957 fue reelecto en el cargo, permaneciendo hasta 1962.